# Clytus robertae
Clytus robertae là một loài bọ cánh cứng trong họ Cerambycidae.